# Wrexie Leonard
Wrexie Louise Leonard (15 de septiembre de 1867-9 de noviembre de 1937), también conocida como Louise Leonard, fue una astrónoma estadounidense que trabajó como asistente de Percival Lowell y publicó sus observaciones sobre Marte. Fue miembro de la Societé Astronomique de France desde 1904 y escribió el libro biográfico Percival Lowell: An Afterglow (1921)

## Biografía
Wrexie Louise Leonard creció en Troy, Pensilvania, y luego se mudó a Boston. Fue secretaria privada y asistente del astrónomo Percival Lowell durante más de dos décadas, desde 1883 hasta la muerte de Lowell  en 1916. Viajó con Lowell a África en busca de la ubicación idónea para un nuevo observatorio que finalmente se estableció en Flagstaff, Arizona.
Leonard manejaba la correspondencia de Lowell, editaba sus artículos y discursos, viajaba con él cuando era necesario y se quedaba a cargo del Observatorio Lowell durante sus ausencias. Llevó a cabo sus propias observaciones astronómicas en Arizona, estudiando los planetas Mercurio, Venus, Júpiter y especialmente Marte. Los libros de registro del observatorio muestran que «WLL» realizaba observaciones con frecuencia en los primeros años e incluyen bocetos que hizo de Marte y Venus. Lo que indica que usaba un gran telescopio con regularidad medio siglo antes de que fuera habitual para las mujeres.
También acompañó a Lowell a Tacubaya, en las afueras de la Ciudad de México, cuando el gran telescopio Clark fue enviado allí en 1896, para una de las varias oposiciones de Marte que Leonard observaría. Publicó dibujos de Marte en Popular Astronomy con notas sobre el planeta, en algunos de los años en que estuvo en oposición (1901, 1903, 1905).
Leonard fue elegida para pertenecer a la Societé Astronomique de France en 1904, un honor inusual para una mujer en ese entonces. También fue miembro honorario de la Sociedad Astronómica de México.
Después de la muerte de Lowell en 1916, se mudó al este. Cinco años después publicó el libro Percival Lowell: An Afterglow (1921), que incluye una selección de extractos de la copiosa correspondencia entre Leonard y Lowell a lo largo de los años. Perdió dinero en la crisis bursátil de 1929 y después se mudó a un hogar para ancianos en Roxbury, Massachusetts.
El cráter Leonard de Venus que mide 31,7 kilómetros de ancho fue nombrado en honor de Wrexie Leonard. Su vida fue la base para la creación del personaje «Lulu» en la novela de Jan Millsapps, Venus on Mars (2014).